# 宇文顥
宇文颢（490年—524年），北周追尊太祖宇文泰之长兄。其父宇文肱娶乐浪王氏。生宇文颢、杞简公宇文连、莒庄公宇文洛生、宇文泰四子。

## 生平
宇文颢性情至孝，王氏死时，悲哀过礼，邻里都表示敬异。宇文肱与卫可孤于武川南河大战，临阵坠马，宇文颢与几个骑兵奔救，击杀数十人，卫可孤军披靡，宇文肱才得机会上马逃离。俄而，卫可孤军骑兵又至，宇文颢遂阵亡。保定元年，追赠太师、柱国大将军、大冢宰、大都督、恒朔等十州诸军事、恒州刺史。封邵国公，食邑万户。谥号惠。

## 家庭

### 夫人
- 河南阎氏，北魏使持节、车骑大将军、燉煌镇都大将阎提之女[1][2]

### 子女
- 宇文什肥，北周追赠大将军、小冢宰、大都督、冀定等州诸军事、冀州刺史、邵景公
- 宇文导，西魏大将军、大都督、三雍二华等二十三州诸军事、章武孝公，北周追赠太师、柱国、豳孝公
- 宇文护，北周使持节、太师、都督中外诸军事、柱国大将军、大冢宰、晋荡公
- 宇文氏，嫁西魏侍中、骠骑大将军、开府仪同三司、恒州刺史、长乐县公叱列伏龟

## 延伸阅读
[在维基数据编辑]
 《周書·卷10》，出自令狐德棻《周書》
 《北史·卷057》，出自李延壽《北史》